# Slovenia Open 2023
Die Slovenia Open 2023 im Badminton fanden vom 17. bis zum 21. Mai 2023 im Draš Center in Maribor statt.

## Sieger und Platzierte
| Disziplin    | Gold                        | Silber                    | Bronze                              |
| ------------ | --------------------------- | ------------------------- | ----------------------------------- |
| Herreneinzel | Sameer Verma                | Su Li-yang                | Huang Yu-kai                        |
| Herreneinzel | Sameer Verma                | Su Li-yang                | Kalle Koljonen                      |
| Dameneinzel  | Huang Yu-hsun               | Neslihan Yiğit            | Huang Ching-ping                    |
| Dameneinzel  | Huang Yu-hsun               | Neslihan Yiğit            | Amalie Schulz                       |
| Herrendoppel | Low Hang Yee Ng Eng Cheong  | Lwi Sheng Hao Jimmy Wong  | Christopher Grimley Matthew Grimley |
| Herrendoppel | Low Hang Yee Ng Eng Cheong  | Lwi Sheng Hao Jimmy Wong  | Daniel Lundgaard Mads Vestergaard   |
| Damendoppel  | Liu Chiao-yun Wang Yu-qiao  | Hsu Yin-hui Lee Chih-chen | Paula Cao Hok Lauren Lam            |
| Damendoppel  | Liu Chiao-yun Wang Yu-qiao  | Hsu Yin-hui Lee Chih-chen | Chiu Pin-chian Tung Ciou-tong       |
| Mixed        | Jesper Toft Clara Graversen | Rohan Kapoor Siki Reddy   | Patrick Scheiel Franziska Volkmann  |
| Mixed        | Jesper Toft Clara Graversen | Rohan Kapoor Siki Reddy   | Mads Vestergaard Christine Busch    |